# Karl Sigurbjörnsson

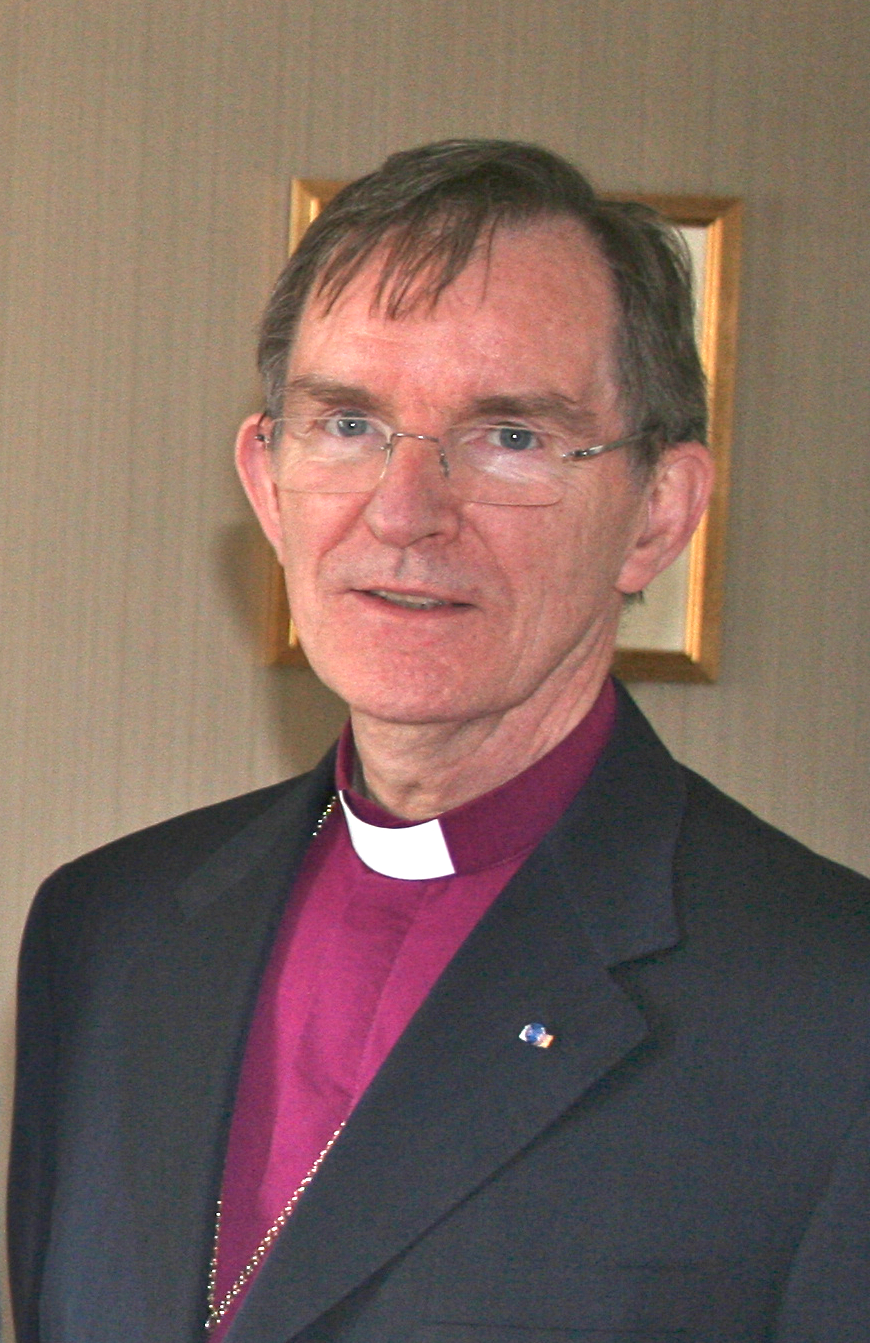
Karl Sigurbjörnsson, 2012

Karl Sigurbjörnsson (* 5. Februar 1947 in Reykjavík; † 12. Februar 2024) war ein isländischer protestantischer Geistlicher. Er war von 1998 bis 2012 der evangelisch-lutherische Bischof von Island.

## Leben
Sein Vater Sigurbjörn Einarsson (1911–2008) war zwischen 1959 und 1981 ebenfalls Bischof von Island. Karl Sigurbjörnsson trat die Nachfolge von Ólafur Skúlason an, der von 1989 bis 1997 amtiert hatte.